# Supplemental Security Income
Il Supplemental Security Income o SSI è un programma federale del governo degli Stati Uniti d'America che provvede ad assegnare uno stipendio mensile agli anziani con più di 65 anni d'età, ai ciechi o ai disabili, a seconda delle necessità.

## Descrizione
Istituito nel 1974 e inserito nel Title 16 del Social Security Act, il programma è gestito dalla Social Security Administration che non può utilizzare il fondo di sicurezza sociale ma può utilizzare direttamente i fondi del Dipartimento del Tesoro degli Stati Uniti. Il programma copre i residenti di tutti i 50 stati federali, del Distretto di Columbia e del Commonwealth delle Isole Marianne Settentrionali. Non sono previsti fondi per i territori di Porto Rico, Samoa Americane, Guam e Isole Vergini Americane.
Stando alle statistiche di metà 2022, i beneficiari del programma sono circa 5 milioni e il costo dell'SSI è di circa 5 miliardi di $, con un assegno medio mensile di 624$.